# NGC 3907
NGC 3907 é uma galáxia elíptica (E-S0) localizada na direcção da constelação de Virgo. Possui uma declinação de -01° 05' 10" e uma ascensão recta de 11 horas, 49 minutos e 30,1 segundos.
A galáxia NGC 3907 foi descoberta em 15 de Abril de 1828 por John Herschel.